# Бройдо Григорій Ісаакович
Григорій Ісаакович (Гірш Іцкович) Бройдо (Зільберквейт) (нар. 7 листопада 1883, Вільно, нині Вільнюс, Литва — 23 травня 1956, Москва) — радянський партійний і державний діяч, 1-й секретар ЦК КП(б) Таджикистану (1933—1935). Кандидат у члени ЦК ВКП(б) у 1934—1939 роках.

## Біографія
Народився в єврейській родині службовця. Навчався у Віленській гімназії.
Член Бунду з 1901 року.
З 1900 по вересень 1903 року давав приватні уроки, займався в учнівських гуртках гімназії міста Вільно. У 1903 році закінчив 1-у Віленську гімназію.
Член РСДРП меншовиків з 1903 по 1907 рік.
У вересні 1903 — жовтні 1909 року — студент Санкт-Петербурзького університету. У 1906 році закінчив два курси фізико-математичного факультету, а у 1909 році — юридичний факультет. Одночасно, з вересня 1903 до червня 1907 року брав участь у соціал-демократичній роботі в Санкт-Петербурзі, Ташкенті та Оренбурзі.
У січні 1910 — вересні 1912 року — помічник присяжного повіреного окружного суду в Москві.
У вересні 1912 — вересні 1916 року — помічник присяжного повіреного окружного суду в місті Пішпек Семиріченської області.
У вересні 1916 — лютому 1917 року — солдат 1-го стрілецького Сибірського полку Російської імператорської армії в місті Казалінську Сир-Дар'їнської області.
У березні — травні 1917 року — голова Ташкентської Ради солдатських депутатів. У травні — червні 1917 року — голова Ташкентської Ради робітничих і солдатських депутатів, товариш голови Туркестанської крайової ради, начальник і командувач збройними силами Ташкента, головний редактор «Нашей газеты».
У червні 1917 — червні 1918 року хворів, проживав у містах Петрограді та Єсентуках Терської області. Деякий час працював у Вищій раді народного господарства РРФСР, в Управлінні ірригаційними роботами Туркестанської РСР, завідував Самарською губернською партійною школою.
У червні — жовтні 1918 року — політичний комісар 1-ї армії РСЧА на Східному фронті. У жовтні — грудні 1918 року — політичний комісар 4-ї армії РСЧА Південної групи на Східному фронті.
Член РКП(б) з листопада 1918 року.
У грудні 1918 — травні 1919 року — член Революційної військової ради (РВР) Східного фронту.
У травні 1919 — січні 1920 року — член Комісії ЦК ВКП(б) у справах Середньої Азії у місті Ташкенті; член Революційної військової ради (РВР) 1-ї армії Уфимської ділянки Східного фронту; завідувач партійного відділу, завідувач відділу зовнішніх відносин Туркестанської комісії ВЦВК і РНК РРФСР. У січні — серпні 1920 року — керівник надзвичайної експедиції в Хіву; надзвичайний уповноважений РРФСР в Хівінському ханстві та Амудар'їнському відділі; лектор, завідувач кафедри історії Комуністичного університету імені Свердлова у Москві.
У жовтні 1920 — червні 1922 року — член колегії Народного комісаріату у справах національностей РРФСР та ректор Комуністичного університету трудящих Сходу. У червні 1922 — жовтні 1925 року — 1-й заступник народного комісара у справах національностей РРФСР. З березня 1925 року працював також заступником завідувача відділу друку ЦК РКП(б).
У жовтні 1925 — вересні 1928 року — завідувач Державного видавництва у Москві.
У вересні 1928 — червні 1931 року — ректор Саратовського комуністичного університету, завідувач відділу культури і пропаганди Нижньо-Волзького крайового комітету ВКП(б) у місті Саратові; секретар Нижньо-Волзького крайового комітету ВКП(б).
У червні 1931 — жовтні 1933 року — завідувач Партійного видавництва (Партвидаву) ЦК ВКП(б) у Москві.
25 грудня 1933 — 3 січня 1935 року — 1-й секретар ЦК КП(б) Таджикистану.
У листопаді 1934 — грудні 1935 року — заступник народного комісара освіти РРФСР.
У грудні 1935 — липні 1936 року — в резерві ЦК ВКП(б).
У вересні 1936 — липні 1938 року — директор Партійного видавництва (Партвидаву) ЦК ВКП(б) у Москві.
У липні 1938 — червні 1941 року — директор Медичного державного видавництва («Медгиз») у Москві.
У червні 1941 року був заарештований органами НКВС СРСР. 9 вересня 1941 року виключений із членів ВКП(б). За вироком суду отримав 10 років виправно-трудових таборів. До серпня 1941 року перебував у в'язниці Саратова, з вересня 1941 по жовтень 1945 року — у Воркуті, з жовтня 1945 по березень 1948 року — у селищі Долинка Карагандинської області Казахської РСР, з квітня 1948 по червень 1951 року — на адміністративному поселенні у місті Спаськ Акмолинської області Казахської РСР. З червня 1951 року по жовтень 1954 року — не працював, жив на адміністративному поселенні у місті Щучинськ Кокчетавської області Казахської РСР.
У квітні 1953 року амністований. З жовтня 1954 року проживав у місті Москві. Реабілітований у 1955 році. 6 травня 1955 року відновлений у членах КПРС.

## Список праць Григорія Бройдо
- «Национальный и колониальный вопрос». — [Москва] : Московский рабочий, 1924. — 128 с.
- «В атаку против неграмотности и бескультурья» : (Саратовский опыт). — Москва ; Центр. совет о-ва «Долой неграмотность» Ленинград : Госуд. изд-во, 1929 (М. : 1-я Образцовая тип.). — 112 с.
- «Восстание киргиз в 1916 г.» : (Мое показание прокурору Ташкентской судебной палаты, данное 3-го сент. 1916 г.). — Москва : Науч. ассоц. востоковедения при Ц. И.К. С. С.С. Р., 1925. — 28 с.
- «Долой неграмотность», о-во (Москва). Центральный совет. Политчас в школе ликбеза / Под ред. и с предисл. Г.И. Бройдо ; О-во «Долой неграмотность». — Москва ; Ленинград : Гос. изд-во, 1929 (М. : тип. изд-ва «Дер эмес»). — 32 с.; 17х11 см. — (Библиотечка культ-армейца/ О-во «Долой неграмотность»).
- "За овладение техникой". - Саратов : Огиз РСФСР - Н.-Волж. краев. изд-во, 1931 (тип. № 2 Н.-В. крайполиграфтреста). - 38, [2] с.
- «Нижне-Волжский краевой союз культурно-бытовой кооперации» (Саратов). Устав городского культурно-бытового товарищества [Текст] : Проект тов. Бройдо / Н.-Волж. краев. правл. культ.-бытовой кооп-ции. — Саратов : Огиз РСФСР — Н.-Волж. краев. изд-во, 1931 (тип. № 2 Н.-В. крайполиграфтреста). — 23 с.
- «За грамотный завод». С предисл. Л. Сталь. — 2-е изд. — [Москва] : Гос. изд-во, 1930 («Мосполиграф», 13-я тип. «Мысль печатника»). — 31 с.; 17х12 см. — (Общество «Долой неграмотность». Библиотечка культармейца).
- «Первые итоги и задачи культштурма в Калмыцкой области». Саратов : Парт. изд-во. Н.-В. краев. отд-ние, 1932 (тип. № 2 Н.-В. крайполиграфтреста). — Обл., 56 с.
- «Кабардинский фольклор» [Текст] / Общ. ред. Г.И. Бройдо ; Вступ. статья, комментарии и словарь М.Е. Талпа ; Ред. Ю.М. Соколова ; Кабардино-Балкар. науч. -иссл. ин-т нац. культуры. — Москва ; Ленинград : Academia, 1936 (М. : тип. «Кр. пролетарий»). — Переплет, XVI, 650 с.
- «Центральный музей В. И. Ленина». Вып. 7. 1917 [Текст] : Альбом / Общ. ред. тт. Г.И. Бройдо и Н.Н. Рабичева. — Москва : Партиздат, 1937 (ф-ка книги «Кр. пролетарий»). — Футляр, папка, 7 с., 47 отд. л. ил., 101 с. отд. сброшюров. прил. «Текст рукописей и документов» : ил.; 47х36 см. — (20 лет. 1917—1937).